# Journal of Veterinary Internal Medicine
Journal of Veterinary Internal Medicine (JVIM) – międzynarodowe, recenzowane czasopismo naukowe publikujące w dziedzinie nauk weterynaryjnych.
Pismo wydawane jest przez American College of Veterinary Internal Medicine. Stanowi oficjalne czasopismo tej instytucji, a także European College of Veterinary Internal Medicine, European College of Veterinary Neurology i European College of Equine Internal Medicine. Od 1 listopada 2014 roku wszystkie artykuły publikowane są na licencji Creative Commons. Od stycznia 2015 jest pismem on-line otwartego dostępu.
Tematyką pismo obejmuje medycynę wewnętrzną dużych i małych zwierząt w tym: kardiologię, neurologię, onkologię, endokrynologię, gastroenterologię, hematologię, hepatologię, immunologię, choroby zakaźne, nefrologię i urologię, odżywianie i metabolizm, farmakologię, choroby układu oddechowego i mięśniowego, teriogenologię i epidemiologię.
W 2017 impact factor pisma wynosił 2.185. W 2014 zajęło 17 miejsce w rankingu ISI Journal Citation Reports w dziedzinie  weterynarii.